# 박지연 (영화 배우)
박지연(1980년 3월 17일 ~ )은 대한민국의 영화배우이다.

## 출연 작품

### 영화
- 《귀향》 (2009년) ... 마리 역
- 《뚝방전설》 (2006년) ... 이선아 역
- 《시간》 (2006년) ... 세희 역
- 《돌려차기》 (2004년) ... 미애 역
- 《오! 브라더스》 (2003년) ... 호텔녀 역
- 《여고괴담 3》 - 여우 계단 (2003년) ... 윤지 역
- 《오! 해피데이》 (2003년) ... 여직원 역